# Karla LaVey
Karla Maritza LaVey (ur. 1952 w San Francisco) – amerykańska była Najwyższa Kapłanka Kościoła Szatana. Karla LaVey jest córką założyciela Kościoła Szatana Antona Szandora LaVeya i Carole Lansing. 31 października 1999 roku LaVey założyła Pierwszy Kościół Szatana, co stanowiło sprzeciw w związku z objęciem kierownictwa nad Kościołem Szatana przez Blanche Barton.

## Filmografia
- Speak of the Devil (1995, film dokumentalny, reżyseria: Nick Bougas, Adam Parfrey)[1]